# Juhani Jylhä
Juhani Jylhä, född 28 september 1946 i Raumo, död 18 januari 2018, var en finländsk ishockeyspelare. Jylhä representerade sin fostrarklubb Rauman Lukko från Raumo i FM-ligan åren 1964–1968 och 1971–1976 samt Helsingfors IFK åren 1968–1971. I HIFK vann Jylhä två finländska mästerskap åren 1969 och 1970 samt silver i Lukko år 1966. 
Jylhä representerade Finland i VM i ishockey åren 1966 och 1969.